# 성매매

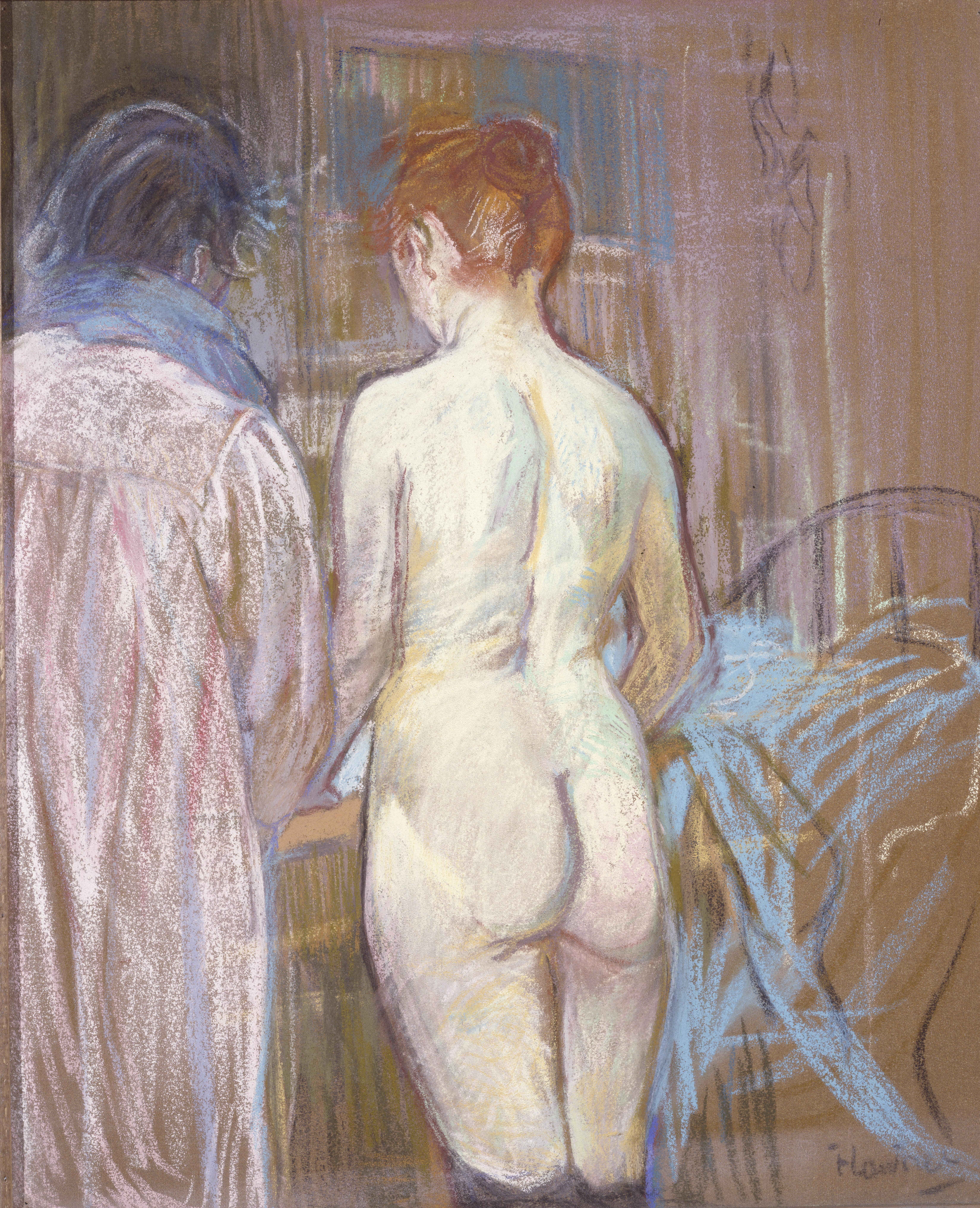
Femmes de Maison, 앙리 드 툴루즈로트레크(1893-1895)

성매매(性賣買, 영어: prostitution, commercial sex) 또는 윤락(淪落, 문화어: 륜락)이란 돈을 주고 받기로 하는 성관계나 이에 준하는 행위를 하는 일을 말한다.
성매매를 할 때 성 구매자는 대가를 주는 쪽을 일컫고, 성 판매자는 대가를 받는 쪽을 일컫는다. 성 판매자는 성 구매자의 성적 쾌감을 극대화시키기 위해 성 구매자에게 수동적으로 자신의 몸을 맡기기도 하고 자신의 몸을 활용하여 적극적으로 성 구매자의 성감대를 자극하는 행위를 하기도 한다.
성매매에 대해서는 다양한 평가가 존재한다. 부정적인 측면에서는 인체를 매매의 도구로 사용할 수 있느냐의 측면에서 인간의 존엄성을 위협하는 행위로 여기며 성매매에 대하여 반대하는 입장을 보인다. 그러나 성매매는 인간 존엄성 문제와 관련되지 않은 것이며 오히려 성매매 금지가 개인의 자유에 따른 성적 자기결정권을 침해하는 것이라 주장하여 성매매에 대하여 찬성하는 사람들도 존재한다. 1970년대~80년대에 걸쳐 여성주의자들 사이에서 벌어진 성매매 논쟁은 이를 두고 벌어진 가장 뜨거운 논쟁 중 하나였다. 성매매는 장기매매나 노예매매에 비유되는 경우도 있는 반면 여러 측면에서 적절치 못한 비유라는 주장도 존재한다. 2014년 유럽 의회는 성 구매자는 처벌하고 성 판매자는 처벌하지 않는 구속력 없는 성매매 근절 결의안을 통과시켰다. 반면 2016년 국제 앰네스티는 자발적 성매매의 판매자와 구매자의 처벌을 반대하며 성노동 입장을 수용했다.

## 용어
- 성매매는 매춘(賣春) 또는 매음(賣淫)이라고도 부른다.
- 창녀(娼女)는 돈을 받고 몸을 파는 여자로 창부(娼婦), 매춘부(賣春婦), 매음부(賣淫婦)라고도 하며, 남창(男娼)은 남색(男色) 파는 일을 직업으로 하는 남자다. 성 산업에 종사하는 사람을 통틀어 성 노동자라고도 부른다. 콜걸(영어: call girl)은 전화에 의한 호출로 매춘을 하는 여자다.
- 창녀촌(娼女村), 집창촌(集娼村), 사창가(私娼街)는 창녀가 생활하는 시설이 모인 거리를 뜻한다. 붉은 등이 늘어선 거리라는 뜻으로 홍등가(紅燈街), 유곽(遊廓), 매음하는 사람들이 모여 사는 곳으로 매음굴(賣淫窟)이라고도 불렀다.

## 역사
성매매는 고대부터 있었다. ‘성매매’라는 용어가 나오기 전에는 '매춘' 또는 '매매춘'이라고 불리기도 하였다.
성매매를 하는 매춘부는 인류 역사에서 오래된 직업 중 하나이다. 청동기 시기인 기원전 3000년 경에 매춘에 대한 고고학적인 증거가 발견되었다.
성매매는 계급사회, 자본주의 등과 밀접한 관계가 있다. 성매매는 성인 남성이 여성·남자 아이를 사는 방식으로 이뤄졌다. 여성 매춘부의 경우 자립할 수 있었고 사회적으로 영향력이 있는 경우도 있었다. 매춘부들은 일반인들과 명확하게 구별되는 옷을 입어야 했으며 세금도 납부하여야 했다. 또한 신전의 여사제들은 축제 등 일정한 기간 동안 매춘에 종사하기도 하였다. 남성 매춘부도 쉽게 찾아볼 수 있었다. 동성애욕을 반영하는 것으로, 풋내기 청년들이 주요 고객이었다. 고대 아테네에서는 소년 노예들이 매춘부로 일하는 경우도 있었으며, 자유로운 신분의 소년들이 투표권을 잃을 위험을 감수하면서도 몸을 파는 경우도 있었다.

## 성매매와 인권

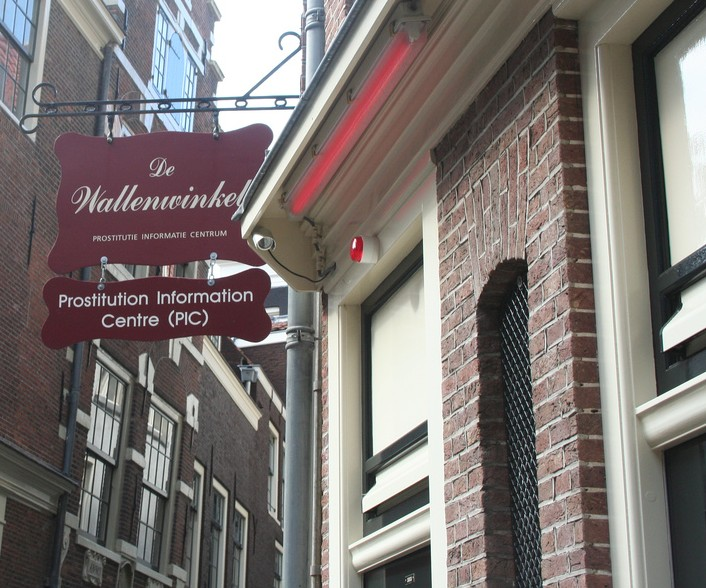
암스테르담에 위치한 성매매 안내소.

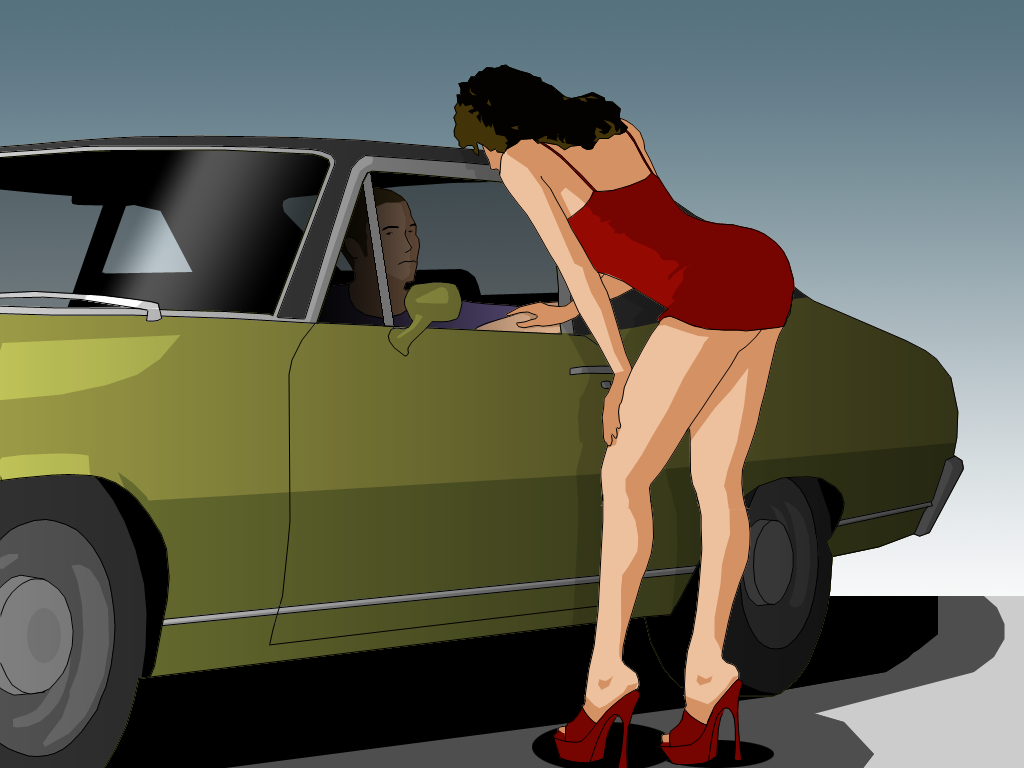
성구매자와 성판매자

성매매 문제에 대해 두 가지 견해가 있다. 즉, "인간의 성을 사고 판다는 것은 인권을 유린하는 행위이기 때문에 금지되어야 한다."라는 견해와, "합의적 성교를 매매정황에 따라 규정하여 명확한 개별 피해관계도 없이 막연한 범사회적 예측에 기대어 금품수수의 유무에 따라서만 성판매자를 사지로 몰아서는 안된다."는 견해가 있다.
변호사 금태섭은 '성욕은 인간의 기본적인 욕구이기 때문에 성매매를 근절하는 방법은 없다는 견해가 있다. 이런 논리대로라면 장기매매도 그 존재를 인정받아야 한다. 무언가를 위해 성을 사고 팔 수 있다면 무언가를 위해 장기를 사고 팔 수도 있는 것이기 때문이다.'라는 의견을 내기도 하였다. 김재련 여성가족부 권익증진국장은 성매매는 장기매매와 마찬가지로 금전적 거래대상이 될 수 없음을 강조했는데, "인간의 성은 어떤 이유로도 도구화되거나 금전적 거래 대상이 될 수 없으며 이에 대한 처벌로 인간의 존엄성을 지키는 것은 시민사회의 기본적 책무이다."라고 말했다.
성매매는 평등한 거래 관계이기가 쉽지 않아서 성판매자는 착취의 대상인 경우가 많다. 성구매자나 성판매자는 성병에 걸릴 확률이 높다. 성매매의 비범죄화 및 합법화를 지지하는 사람들은 "성매매의 합법화를 통하여 정부 차원에서 성노동자의 건강을 파악하고, 성병을 근절시킬 수 있다. 이는 또한 성매매 업체의 법제화를 통하여 노동착취를 방지하고, 성노동자의 수익을 보장한다는 효과도 있다. 이는 성매매를 목적으로 한 인신매매를 방지할 수 있는 여지도 마련할 수 있다"라는 의견을 내놓았다. 독일과 같은 성매매 합법국가에서는 합법화 이후 독일 여성보다는 제3세계의 여성들이 성매매에 종사하게 되는 경우가 급증하였다고 한다. 이 때문에 후진국에 대한 사실상의 착취형태라는 비판이 있었다.
성매매특별법이 성노동자의 직업선택의 자유ㆍ생존권ㆍ평등권ㆍ자기결정권ㆍ사회적 인격권 등을 침해해 위헌의 소지가 있다는 의견이 있었다. 성노동자권리모임 지지(持志ㆍGGㆍGiant Girl)는 "성노동은 노동이고 우리는 우리의 일을 선택할 권리가 있으며 두려움과 괴롭힘 없이 우리의 삶을 영위할 권리가 있다"라고 밝혔다. 이는 호주 스칼렛 얼라이언스· 한국 GG가 공동으로 발표한 성명이었다.
《섹슈얼리티의 매춘화》의 저자 캐슬린 배리는 "인간이 육체로 환원되고 동의가 있건 없건 타인의 성적 서비스를 위한 도구로 화(化)할 때 거기에는 이미 인간에 대한 폭력이 자행된 것이다. 성매매는 성판매자 여성의 동의가 있건 없건 여성 억압의 제도적·경제적·성적 모델이다"라고 말하였다.
성매매 합법화를 이야기하는 데는 성매매는 근절불가라는 생각, 성매매가 유일한 생계수단인 사람들을 노동자로 인정하는 것이 합리적이라는 생각에 따른 바 있는데, 이는 "절도는 법으로 금한다고 절대 근절되지 않는다. 법이 강화될수록 음지로 숨어들기 때문에 생계형 절도는 합법화하자"에 동의하는 사람은 없을 것이기 때문에 논파된다. 어떤 행위를 법으로 금하는 것은 근절을 목적으로 하는 것이 아니라 법을 통해 원칙을 세워가는 철학적 행위로, 근절불가를 이유로 법적 의미를 문제 삼는 것은 성매매가 유일하다.
성판매자에 대한 착취가 인권침해 문제라면 차라리 법망 안에서 성판매 여성의 인권을 보호하자는 주장이 있는데, 성판매 행위를 직업으로 인정한다 해도 성판매 여성은 자신의 직업을 숨기는 것으로 나타났다. 4대 보험이 주어지는 독일의 경우 성판매 여성의 등록률은 1% 미만이다. 직업이 성판매자임이 밝혀지는 순간 비웃음과 놀림감이 되기 때문이다.
성판매가 성적 자기결정권의 대상이라는 주장이 있는데, 성적 자기결정권은 원하는 사람과 원하는 시간과 장소에서 성적 관계를 맺을 권리로서, 생계를 위해 성판매를 원한다면 원하지 않는 성적 관계 또한 맺어야 하는 것이기에 성폭력이 물리력에 의한 성적 자기결정권의 침해라면 성매매는 경제력에 의한 성적 자기결정권의 침해이다.
쌍방간의 합의라는 측면에서 성매매의 합법화를 주장하는 사람들이 있는데, 쌍방간의 합의는 대등한 양자간에서 의미를 가지는 행위로서, 성판매 여성들에게는 도덕적 낙인을 찍으면서도 성판매 남성들 대해서는 '그럴 수 있다'는 관대한 시각을 가진 이중적인 남성 중심적 성의식과 불평등한 성문화에 의해 성판매 여성들에 대한 인권침해가 발생한다.

### 물질만능주의
성매매는 물질과 사람의 성을 교환하는 행위이다. 사람의 성은 매매될 수 없다는 입장에 서있는 사람들에게 이런 행위는 물질만능주의적 모습이다. 사람의 성은 매매될 수 있다는 입장에 서있는 사람들에게 성판매는 쉽게 돈을 벌 수 있는 행위 중에 하나일 수 있고 이런 사고 방식에 영향을 받은 청소년들은 원조 교제 등으로 돈을 버는 일에 거부감이 없을 수 있다.

## 세계의 성매매

합법화 - 성매매가 합법이며 규제됨
비범죄화 - 성매매에 대한 형사처벌 없음
폐지주의 - 성매매 합법; 업소, 포주 등 조직적 활동 불법; 성매매 규제되지 않음
신-폐지주의 - 성 구매와 제3자 개입 불법, 성 판매 합법
금지주의 - 성매매 전면 불법
지방 법률에 따라 합법 여부 다름

영어판 시사토론 사이트인 procon.org 가 발표한 《세계 72개국의 성매매 정책(영어)》 에 따르면, 성매매는 세계의 72개국 중에서 39개국(54.2%)에서 합법이고, 9개국(12.5%)에서는 제한적으로 합법이며, 24개국(33.3%)에서는 불법이다.

### 합법화

암스테르담의 왈렌 홍등가

1984년, 오스트레일리아의 퀸즐랜드주는 세계 최초로 성매매를 합법화하고 공창제를 실시하여 세금을 걷기 시작했다. 이후 독일, 오스트리아, 스위스, 룩셈부르크, 네덜란드, 라트비아, 그리스, 헝가리, 슬로바키아, 튀르키예 등 유럽 국가들에서도 유사한 방식으로 성매매가 합법화되었다. 파나마, 칠레, 볼리비아,  우루과이, 페루, 에콰도르, 콜롬비아, 베네수엘라, 튀니지, 세네갈, 에리트리아 등 유럽 국가가 아닌 나라에도 성매매가 합법화되었다. 벨기에, 뉴질랜드, 오스트레일리아 노던 준주, 뉴사우스웨일스주는 성매매가 비범죄화되었다. 
성매매가 불법이지만 실제로 이루어지고 있는 나라도 있는데, 중국이나 동남아시아의 경우 아무런 단속도 없이 성매매가 이루어지고 있는 것을 볼 수 있다. 이 나라에서 일하는 매춘부들은 관광산업 수입의 몇 배 정도 해당되는 어마어마한 금액을 벌고 있다고 한다. 일본의 경우 성매매는 불법이나 삽입성교만 금지되어 있어 기타 모든 성적인 행위의 매매가 합법적이다.

## 대한민국의 성매매
대한민국은 정부 수립 후 계속 성매매를 불법으로 규정하고 있다. 가장 큰 이유로는 성매매업자들이 성매매 합법화에 강하게 반대하기 때문이다. 성매매 합법화 시에 업주들은 종합소득세와 부가세 등 순수익 중 최소 30~40%의 세금을 국가에 헌납하게 되기 때문이다.

### 역사

#### 조선시대
조선시대의 기생은 1패와 2패, 3패로 나뉘었는데 3패가 보통 성매매를 전문으로 하는 기생이었다. 조선시대 당시 성매매는 엄연히 불법이었으나, 일부 양반 관료의 요구에 따라 기생은 자신의 몸을 바쳐야 하기도 했다. 강화도 조약 이후 일본의 유곽업자들이 조선 내로 대거 진출하면서 근대 사창이 성립되었다. 이러한 일본식 사창은 대한제국기를 거쳐 성매매업으로 발전했다.

#### 대한제국기
일본은 1904년 10월에 일본공사관 산하 `경성영사관련' 제3호로 사실상 서울에서 처음으로 매춘업을 허락하면서 자국의 공창제를 국내에 널리 퍼뜨리면서 시작되었다. 이때 일부 사기생들은 사창(私娼)으로 전환하였다.

#### 일제 강점기
1916년 3월에는 총독부 경무총감부령 제4호 `유곽업창기 취체규칙'을 만들어 전국적으로 단일한 단속기준을 만들어 공창제를 인정했다.

#### 대한민국
1947년 11월 14일 제정, 1948년 2월 13일 시행된 군정법령 제7호 「공창제도등폐지령」을 통해 일체의 매춘을 금지하였으며, 일제강점기 취득한 유곽(貸座敷)영업, 창기가업의 허가 급 유곽영업자조합 설치의 인가 효력을 상실시켰다. 또한 매춘을 하는 자와 매개, 장소를 제공한 자, 타인에게 성병을 전염시킨 자 등의 형사처벌 조항을 두었다.
그러나 매춘여성들의 선도를 우선해 1954년 2월 2일 제정, 1957년 2월 28일부터 시행한 전염병예방법에서 매춘여성을 "성병에 감염되어 그 전염을 매개할 상당한 우려가 있다고 인정한 자"로 규정하고 성병에 관한 건강진단을 받도록 하였다. 1957년 7월 6일 보건사회부, 내무부, 법무부는 외국군을 상대하는 매춘여성을 일정 지역으로 집결시켰고, 이후 미군과 공동으로 성병 대책위원회를 조직하여 이들 시설에서 일하는 여성들에 대한 성병을 조직적으로 관리하기로 하였다.
1961년 11월 9일 「윤락행위등방지법」을 제정하였고, 같은 일 종전 처벌 규정인 「공창제도등폐지령」은 폐지하였다.
1961년 11월 9일 공포한 날로부터 시행된 윤락행위등방지법에서는 윤락행위라 함은 "불특정인으로부터 금전 기타 재산상의 이익을 수수 또는 약속을 하거나 기타 영리의 목적으로 성행위를 하는 것"으로 규정하고 윤락행위를 하거나 그 상대자는 처벌하도록 하였으나, 초범인 윤락행위자에 대하여는 먼저 보호지도소등으로 보내 선도 조치를 하도록 했다.
1962년 7월 경찰은 사창이 밀집해 있는 시내 일부 지역을 적선지역(특정지역)으로 묶어 단속에서 선도로 전환하는 방침을 세웠다. 경찰은 사창 단속에 있어 적발 위주를 취해왔으나, 이로 인해 윤락여성(창녀)들이 빚으로 사창가에서 빠져나오지 못하게 되자 적선지역 내에는 「윤락여성정화위원회」를 조직하여 포주들의 자진 폐업과 윤락여성들의 귀향, 전업 등을 종용하기로 하였다. 적선지역은 전국 104개 곳이었으며, 서울에는 9개를 할당하였다.
1968년 1월 보건사회부는 같은 해 4월부터 전국 11대 도시에 설치된 적선지역을 철폐하겠다고 발표했다.
책 「유곽의 역사」에서 저자 홍성철은 집창촌을 '특정지역'으로 묶어 묵인한 이유는 외국인, 특히 일본인들의 기생관광을 유치해 외화획득 수단으로 활용하기 위함이었다고 주장했다."
1995년 1월 5일 윤락행위등방지법을 전부 개정하여 초범인 윤락행위자에 대하여는 먼저 보호지도소로 보내는 규정 등을 삭제하고, 종전까지 윤락여성을 처벌보다 선도를 우선시하던 정책을 폐지했다.
1998년 김대중 정부가 들어서면서 여성부를 설치하고 기지촌의 거의 대부분을 폐지하였고 2004년 노무현 정부 시절 여성부는 열린우리당과 함께 성매매알선 등 행위의 처벌에 관한 법률을 제정하여 기지촌, 사창가를 포함한 모든 성매매를 금지하였다. 비자발적으로 성매매를 하게 된 여성들은 성매매피해자로 보고 각종 보호 조치를 취하도록 하였다.

#### 인권 문제
대한민국에서는 성매매와 관련하여 인권 문제가 제기되면서 그에 대한 일종의 대응으로 '인형체험방'이 등장하기도 했다. 2009년 11월, 인형체험방을 운영하는 한 업주는 "인형방은 현재 전국적으로 100여 곳 이상이 성업 중이며, 남성의 피부가 닿는 부위는 1회용으로 위생에도 신경을 많이 썼다"라고 말했다. 인형체험방은 성행위 대상이 사람이 아니라 섹스 돌 인형이라서 처벌할 근거가 없는 탓에 단속의 사각지대였는데, 이들 업소가 실제 성매매 장소로 이용되면서 <풍속영업의 규제에 관한 법률 시행령 일부 개정령안>이 만들어지고 이 안이 2011년 8월 11일 경찰위원회를 통과하면서 인형체험방 등도 공권력의 통제권 안으로 들어올 수 있게 되었다.
여성 단체 등에서는 "성매매가 여성을 열악한 환경으로 내몰고 여성을 욕구를 해소하기 위한 하나의 도구로 보도록 한다는 점에서 여성 인권에 대한 유린이다. 또한 충분히 반성되지 않은 성매매 담론은 때로 성매매에 대한 찬반을 떠나 은연중에 남성 외도의 정당화, 여성 정절의 강요, 여성성에 대한 편견 형성 등의 부작용을 낳는 측면이 있다"라는 의견을 내놓았다. 성노동자연합단체 등에서는 "성매매 산업의 규모를 줄이거나 없애려는 노력, 그리고 그 과정에서 성노동자를 대하는 경찰과 정부의 태도가 성노동자의 근로환경을 열악하게 만들어 착취와 폭력에 노출시킨다. 성매매의 문제는 노동자의 권리라는 측면에서 다루어져야 한다"라는 의견을 내놓았다.
여성가족부는 성매매방지 및 피해자보호 등에 관한 법률 제4조에 근거하여 2007년부터 3년마다 성매매 실태 조사를 실시하고 있다. 통계청은 2007년 실태조사 결과를 대표성 저하, 조사방법의 객관성 부재 등을 이유로 승인 취소하였고, 2010년과 2013년 실태조사 결과도 미승인 상태로 공개되고 있지 않다. 2007년 결과에 대한 통계청 통계품질진단보고서는 조사 행위가 불법이라는 특성상 어떤 보완 방법을 쓰더라도 자료의 신뢰성을 확보하기가 어려운 점을 지적하였고, 내부자료로만 활용할 것을 추천하였다.
2011년 11월 10일, 성매매에 나선 청소년에게 성구매 의사를 표시해도 성매매 의사가 없는 청소년에게 성매매를 권유한 경우와 동일하게 처벌된다는 대법원 판결이 나왔다. 재판부는 판결문에서 "아동·청소년 성보호법의 입법 취지에 비춰 아동·청소년이 이미 성매매 의사를 가지고 있었던 경우에도 그러한 아동·청소년에게 금품이나 그 밖의 재산상 이익, 직무·편의제공 등 대가를 제공하거나 약속하는 등의 방법으로 성을 팔도록 권유하는 행위도 '성을 팔도록 권유하는 행위'에 포함된다고 봐야 한다"라고 밝혔다.
2011년 11월 30일, <포항지역 유흥업소 여성인권 실태조사 결과 발표 및 대안 마련을 위한 토론회>가 경북 포항시청에서 열렸다. 2010년 7월부터 2011년 6월까지 포항지역 유흥업소에서 종사하는 여성들이 잇따라 자살하는 사건이 발생해 사회에 충격을 줬고, 그 이면에 여성들의 삶을 옥죄는 성산업의 착취구조가 존재한다는 것이 확인됐다. 포항시(시장 박승호)와 포항여성회(회장 윤경희)는 2011년 4월부터 사건 발생 지역을 중심으로 유흥업소 여성들의 인권 실태를 조사하였고, 대책 마련을 위해 토론회를 마련했다. 조사 결과에 따르면 포항지역 유흥업소는 총 465개(남구 167개, 북구 298개), 숙박업소 총 423개(남구 196개, 북구 229개)였다. 이 중 ‘유리방’이 진열된 성매매 집결지의 업소등록 현황은 성매매 집결지 1개 지역, 1개 집결지 내 총 업소 수는 61개(2010년 기준)이며 1개 집결지 내 여성 종사자 수는 148명(2010년 기준)이었다. 유리방이 진열된 지역은 1곳이었다. 포항시 대잠동 시외버스터미널 인근 성산업의 분포 현황은 유흥업소 수 49개(3월 현재), 48개(11월 현재), 숙박업소 수는 50개(11월 현재)로 나타났으며 유흥업소 수와 숙박업소 수가 거의 1 대 1의 비율로 분포돼 있었다. 토론 참석자들은 "포항시 유흥업소를 효과적으로 단속하고 처벌하기 위해 <포항시 성매매 방지 중단기 종합대책>을 마련하고, 성평등한 회식문화를 만들기 위한 포항시와 기업 간 협약 체결, 남성 중심의 불평등한 산업구조 개선, 포항지역 성매매 집결지 폐쇄 관련 조례 제정 등이 필요하다"라고 말했다.
2016년 3월, 성매매금지법에 포함되는 새로운 법이 결정되었는데, 돈을 주고 성을 산 남성뿐만 아니라 착취나 강요 없이 자발적으로 성매매를 한 여성들도 법적 처벌이 가능하다고 한 특별법이 헌법에 어긋나지 않는다는 헌법재판소 측의 결정이 내려졌다. 또 착취와 강요 등이 없는 성인간의 성매매는 국가가 개입하지 않고 개인의 성적 자기 결정권에 맡겨야 하는데 현재의 사회 가치관과 부합하지 못한다며 헌재에 위헌 여부를 가려달라고 요청하였다.

## 성매매에 대한 여성주의자들의 다양한 시각들
- 급진주의 여성주의자/무정부주의적 여성주의자:

1. 성매매는 성 노예제이며 여성에 대한 남성의 폭력이다.
2. 성매매는 자연스럽고 불가피한 제도가 아니며, 이를 폐지하기 위해서는 성 구매 남성을 처벌해야 한다.
3. 성매매 여성은 정신적 육체적 학대에 시달리는 피해자이다.

- 자유주의 여성주의자:

1. 여성의 직업 선택의 자유, 성적 자기 결정권, 성 판매 여성에 대한 차별 철폐를 주장했다.
2. 성 판매 여성은 범죄자나 일탈자가 아닌 평등한 시민으로 새롭게 정의한다.
3. 성매매 여성은 자유롭게 직업을 선택한 여성이라고 본다.

- 마르크스주의 여성주의자:

1. 여성들은 빈곤 때문에 어쩔 수 없이 성을 판매했다. 성 판매는 진정한 선택이 아니다.
2. 성매매가 다른 임금 노동보다 더욱 열악하거나 여성 자아에 치명적이라고 보지는 않는다.
3. 성 산업이 거의 유일하게 여성을 비하하는 산업이 아니라고 본다.[40][41]

## 관련 서적
- 캐슬리 배리 저. 정금나 역. 《섹슈얼리티의 매춘화》. 삼인. 2002년. ISBN 9788987519623
- 홍성철. 《유곽의 역사》. 페이퍼로드. 2007년. ISBN 9788995826690
- 김고연주. 《조금 다른 아이들, 조금 다른 이야기》. 이후. 2011년. ISBN 9788961570558
- 김기태·하어영. 《은밀한 호황》. 이후. 2012년. ISBN 9788961570633
- 이성숙. 《매매춘과 페미니즘, 새로운 담론을 위하여》. 책세상. 2002년. ISBN 8970133240

## 같이 보기
- 홍등가